# Алюмінієва промисловість

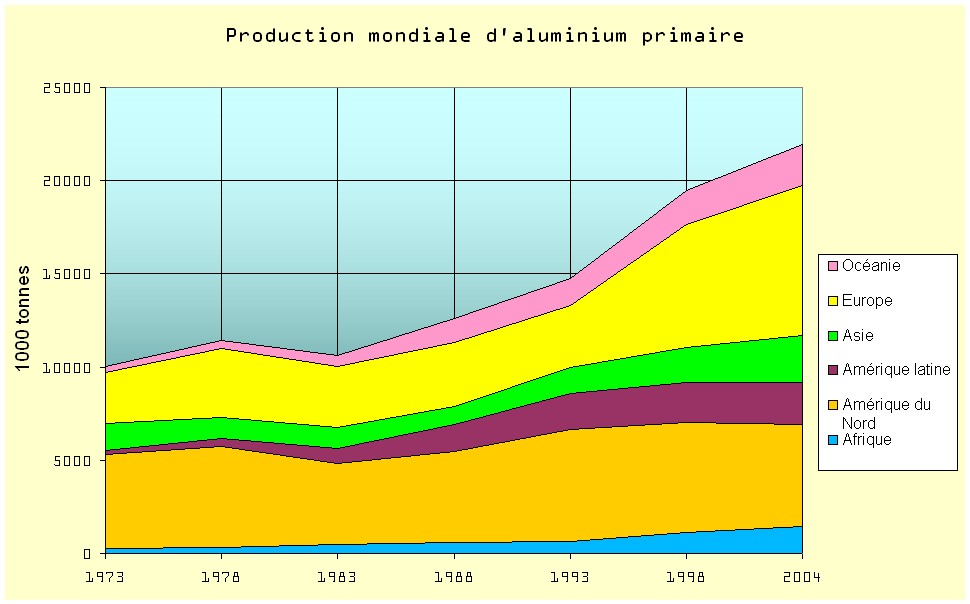
Виробництво первинного алюмінію в світі.

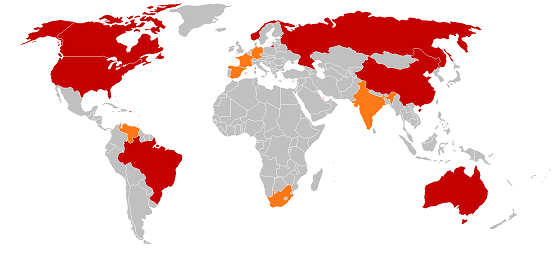
Найбільші виробники алюмінію.

Алюмініє́ва промисло́вість — галузь кольорової металургії, на підприємствах якої з алюмінієвих руд (переважно бокситів) одержують глинозем ({\displaystyle {\ce {Al2O3}}}) і далі шляхом електролізу — алюміній.
Велике значення алюмінієвої промисловості визначається широким застосуванням алюмінію в авіаційній, автомобільній, електротехнічній промисловості, приладобудуванні, будівництві та ін. галузях господарства. Алюміній є важливою стратегічною сировиною.

## Історія розвитку
Алюмінієва промисловість набула розвитку в кінці 19 ст. після винайдення електролітичного способу виробництва алюмінію та ефективного методу одержання глинозему. Незважаючи на провідну роль українських вчених у розробці технології виробництва алюмінію, Російська імперія, у складі якої була Україна, не мала своєї алюмінієвої промисловості. У СРСР алюмінієва промисловість була створена як нова галузь промисловості в роки довоєнних п'ятирічок. В цей час збудовано великі алюмінієві заводи: Волховський (1932), в Україні — Дніпровський (1933), один з найбільших в Європі — Уральський (1939). Розвитку алюмінієвої промисловості сприяли індустріалізація і електрифікація СРСР та відкриття в різних районах багатих родовищ сировини — бокситів, нефелінів, алунітів. Великі потреби електроенергії (до 20 тис. квт-г для одержання 1 т металічного алюмінію) визначають розміщення заводів поблизу потужних ГЕС і ТЕЦ. У роки Другої Світової війни відбувся стрімкий розвиток цієї галузі на Уралі і була створена в Сибіру; виробництво алюмінію перевищило довоєнний рівень, хоч і були зруйновані великі заводи — Дніпровський і Волховський. В післявоєнні роки відбудовано Волховський, Дніпровський, збудовано заводи в Сумгаїті (Азербайджан), Павлодарський, Красноярський, Іркутський та ін. заводи. Виробництво алюмінію в 1955 зросло проти 1950 в 2,8 рази. Значного розвитку алюмінієва промисловість набуває в 1959—1965 роках, особливо на базі дешевої гідроенергії Ангаро-Єнісейського каскаду.

## Географія
Світовий ринок алюмінію поступається в об'ємі лише ринку сталі, і попит на легкий метал постійно збільшується.
Алюмінієва промисловість найрозвинутіша в США і Канаді (в 1957 — 74 % виробництва алюмінію капіталістичного світу). В 1957 США виробили алюмінію (тис. т) — 1496, Канада — 505, Франція — 160, Німеччина— 154, Норвегія — 95, Японія — 68, Італія — 66, Швейцарія — 31, Англія — 30. Після другої світової війни в зв'язку з гонкою озброєнь в США і Канаді провадиться будівництво алюмінієвих заводів. Компанії США, Канади, Англії, Франції, ФРН, Італії, Швейцарії і Бельгії в останні роки будують ряд великих алюмінієвих заводів в Африці.

### Україна
В Україні виробництво алюмінію зосереджене на Запорізькому комбінаті (колишній Дніпровський завод імені Кірова) в Запоріжжі, який працює на електроенергії ДніпроГЕСу. Відбудований і розширений на новій технічній основі завод у післявоєнні роки значно збільшив випуск продукції. У зв'язку з відкриттям на півдні Дніпропетровської області Високопільських бокситів виробництво алюмінію було переведено на власну сировину.